# Sixtus Tucher

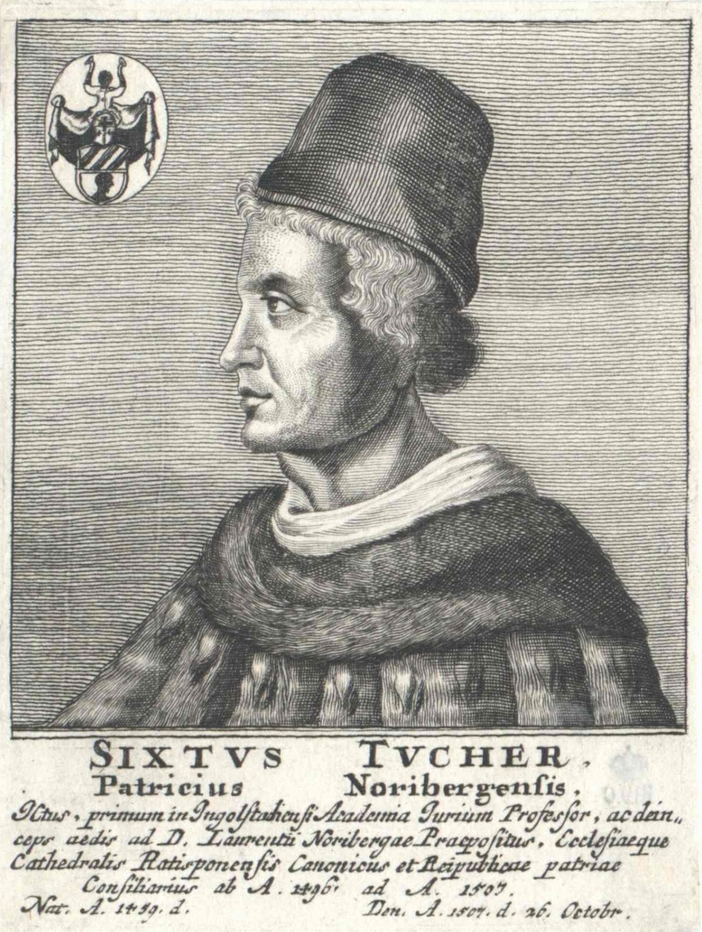
Sixtus Tucher

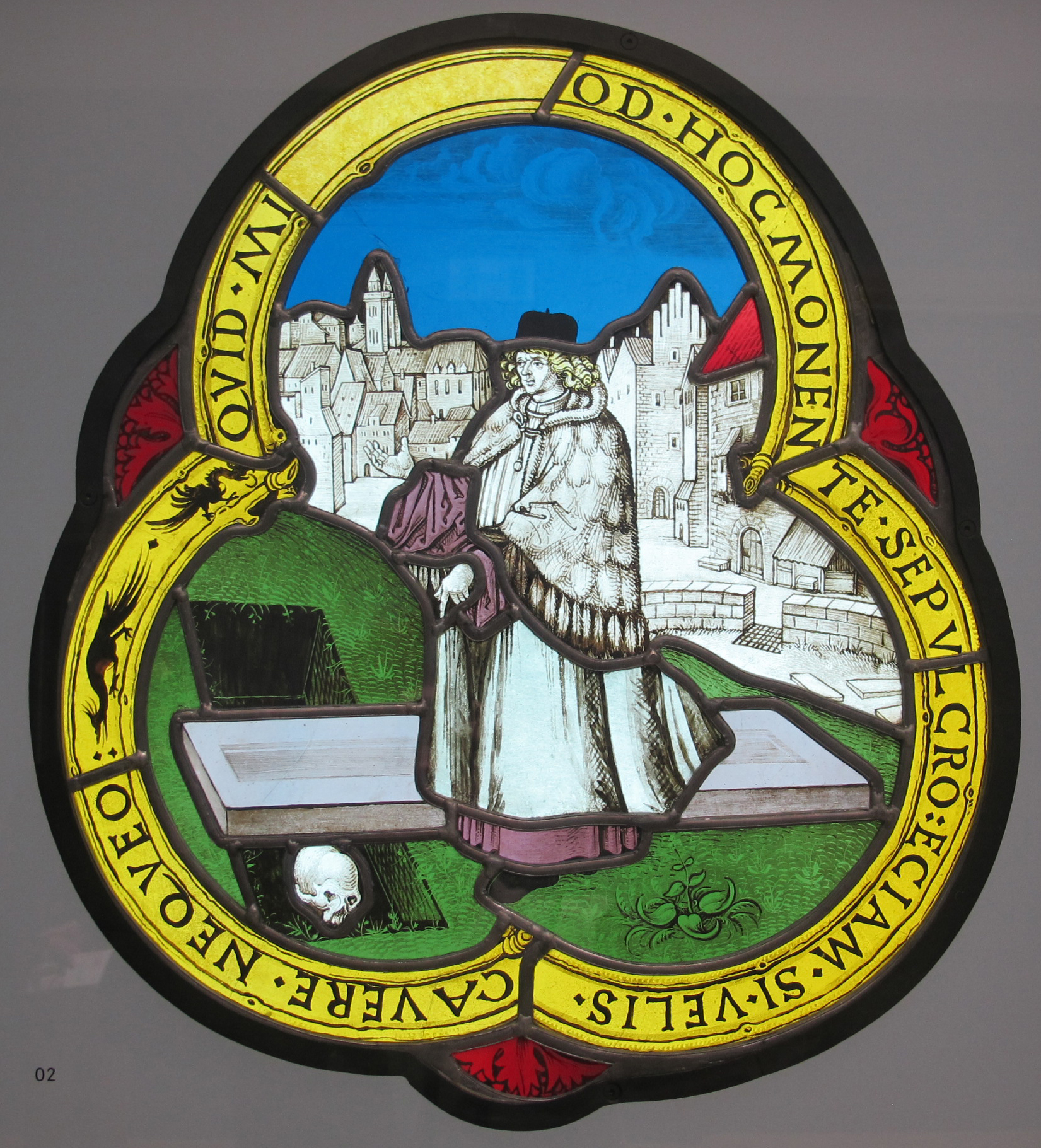
Sixtus Tucher auf einem Bleiglasfenster, nach einem Entwurf von Albrecht Dürer

Sixtus Tucher (* 1459 in Nürnberg; † 1507 ebenda) war ein deutscher Rechtswissenschaftler, Geistlicher und Humanist.
Sixtus Tucher entstammte dem Nürnberger Patriziergeschlecht Tucher. Er studierte Recht an den Universitäten Heidelberg, Pavia und Bologna, wo er 1485 promoviert wurde. Ab 1487 war er Professor beider Rechte an der Universität Ingolstadt. Ab 1496 war er Propst zu St. Lorenz in Nürnberg. Ab 1503 war er Domkustos in Regensburg. Er war kaiserlicher und päpstlicher Rat.
Im Germanischen Nationalmuseum in Nürnberg befindet sich eine Kabinettscheibe mit der Darstellung von Sixtus Tucher, die 1502 nach einem Karton von Albrecht Dürer von der Hiersvogel Werkstatt geschaffen wurde. Die Dreipassscheibe stammt aus dem Gartenhaus von Sixtus Tucher in der Grasersgasse in Nürnberg.